# Кард, Орсон Скотт
О́рсон Скотт Кард (англ. Orson Scott Card; 24 августа 1951 года, Ричланд, штат Вашингтон, США) — американский писатель-фантаст, автор ряда книг в жанрах научной фантастики, фэнтези и альтернативной истории.
В первую очередь известен благодаря серии романов об Эндере, посвящённой межзвездной войне и контактам человечества с инопланетными цивилизациями. Первые два романа серии — «Игра Эндера» и «Голос тех, кого нет» — были удостоены премий «Хьюго» (1985 и 1986) и «Небьюла» (1986 и 1987).
Орсон Скотт Кард внёс литературный вклад в некоторые проекты компьютерных игр. Его перу, к примеру, принадлежат «боевые выпады» в игре The Secret of Monkey Island, а также значительная часть диалогов в игре The Dig.
Позже он стал одним из авторов сценария и диалогов игры Advent Rising, а также принимал участие в работе над миром и историей компьютерной игры Firefall.
Кард окончил Университет Бригама Янга и Университет Юты. Является последователем Церкви Иисуса Христа Святых последних дней и прямым потомком одного из её ключевых деятелей, Бригама Янга. 
Кард также известен как публицист и политический комментатор, его ультраправые политические взгляды и неоднозначные высказывания по поводу гомосексуалов и однополых браков часто подвергались критике.

## Творчество

### Вселенная Эндера / Ender
История Эндера
1. Игра Эндера [Ender’s Game] (1977) (рассказ)
2. Игра Эндера [Ender’s Game] (1985)
3. Советник по инвестициям [Investment Counselor] (1999) (рассказ)
4. Голос тех, кого нет [Speaker for the Dead] (1986)
5. Ксеноцид [Xenocide] (1991)
6. Дети разума [Children of the Mind] (1996)
7. Первые встречи [First Meetings] (2002) (сборник)
8. Эндер в изгнании [Ender in Exile] (2008)

История Боба
1. Тень Эндера [Ender’s Shadow] (1999)
2. Тень гегемона [Shadow of the Hegemon] (2000)
3. Театр теней [Shadow Puppets] (2002)
4. Тень гиганта [Shadow of the Giant] (2005)
5. Бегство теней [Shadows in Flight] (2012)[10]
6. Последняя тень [The Last Shadow] (2021)

Первая Война с жукерами
1. Земля в неведении [Earth Unaware] (2012)
2. Земля в огне [Earth Afire] (2013)
3. Земля пробуждается [Earth Awakens] (2014)

Вторая Война с жукерами
1. Рой [The Swarm] (2016)
2. Улей [The Hive] (2019)
3. Королевы [The Queens] (планируется)

Другое
1. Война даров [A war of Gifts: an Ender Story] (2007)

### Сказание об Элвине Созидателе / The Tales of Alvin Maker
1. Седьмой сын [Seventh Son] (1987)
2. Краснокожий пророк [Red Prophet] (1988)
3. Подмастерье Элвин [Prentice Alvin] (1989)
4. Элвин странник [Alvin Journeyman] (1995)
5. Огонь сердца [Heartfire] (1998)
6. Человек с ухмылкой на лице [The Grinning Man] (1998)
7. Хрустальный город [The Crystal City] (2003)

### Возвращение домой / Homecoming
1. Память Земли [The Memory of Earth] (1992)
2. Зов Земли [The Call of Earth] (1992)
3. Корабли Земли [The Ships of Earth] (1994)
4. К Земле [Earthfall] (1995)
5. Дитя Земли [Earthborn] (1995)

## Награды
- 1978 — премия имени Джона Кэмпбелла;
- 1981 — «Мастер песни» (англ. Songmaster); Премия Гамильтона-Бреккетт-81;
- 1984 — роман «Святые» объявлен книгой года Association for Mormon Letters;
- 1985 — «Игра Эндера» — Премия Небьюла-85, Премия Хьюго-86, Премия Гамильтона-Бреккетт-86, Премия SF Chronicle Readers Poll 86;
- 1987 — «Голос тех, кого нет»; Премия Небьюла-86, Премия Хьюго-87, Премия Локус-87, Премия SF Chronicle Readers Poll 87;
- 1987 — повесть «Око за око»; Премия Хьюго-88; Японская премия Хьюго-89;
- 1987 — «Река Хэтрек»; номинация на Небьюла-86, номинация на Хьюго-87, Мировая премия фэнтези-87;
- 1988 — «Седьмой сын», номинация на Хьюго-88, номинация на Мировую премию фэнтези-88, Премия Mythopoeic Society 88, Премия Локус (лучший фэнтези-роман) 88;
- 1989 — номинации на премии Хьюго и Небьюла за роман «Краснокожий пророк» (англ. Red Prophet);
- 1991 — премия Хьюго за How to Write Science Fiction and Fantasy (Writer’s Digest Books, 90);
- 1992 — премия Skylark за вклад в развитие фантастики;
- 1995 — премия Локус за лучший фэнтези-роман (роман Alvin Journeyman).